# Thliptoceras artatalis
Thliptoceras artatalis is een vlinder uit de familie van de grasmotten (Crambidae). De wetenschappelijke naam van de soort is, als Crocidophora artatalis, voor het eerst geldig gepubliceerd in 1925 door Aristides von Caradja. De combinatie in het geslacht Thliptoceras werd door Munroe in 1967 gemaakt.